# 足達勇輔
足達 勇輔（あだち ゆうすけ、1961年12月5日 - ）は、神奈川県出身のサッカー指導者、サッカー解説者。

## 来歴
玉川学園高等部、玉川大学農学部を卒業後、1984年から1988年まで西ドイツに留学。地元クラブでプレイしつつ、ケルン体育大学でコーチング理論を学ぶ。
帰国後の1988年にフジタサッカースクールのコーチに就任。フジタサッカークラブがベルマーレ平塚（現 湘南ベルマーレ）としてJリーグに参入するとベルマーレ平塚U-18の監督に就任する。以後、1998年までベルマーレの下部組織で指導し、セレッソ大阪U-18監督、JAPANサッカーカレッジ監督などを経て、2005年に横浜FCの監督に就任する。
チームは前年ピエール・リトバルスキーの下でチーム最高の8位の成績を残したが、2005年は開幕から下位に低迷した。しかし2位以下のチームが伸び悩んだこともあり、7月に入ってもJ1昇格の可能性は残されていた。そこで、足達は昇格へのカンフル剤として三浦知良を獲得して巻き返しを図った。三浦の加入によって観客動員数は格段に増えたが、成績には必ずしも結びつかず、J1昇格が絶望的になると三浦がシドニーFCへレンタル移籍したこともあって、結局2005年は11位に終わる。
2006年はシドニーFCから戻ってきた三浦を監督補佐に据え、補強も積極的に行うなど巻き返しを図ったが、3月4日の第1節でJリーグ初戦の愛媛FCに完封負けを喫したことが引き金になり、3月6日に解任された。リーグ第1節終了時での解任はJリーグ史上初めてであった（これまでの最短解任記録は2004年、C大阪のフアド・ムズロビッチの1stステージ第2節終了時）。その後、横浜FCには若年層育成担当のアドバイザーとして再び迎え入れられているが、活動実績はホームページなどを見る限り一切なく、JFAトレセンコーチなどを務めた。
2012年2月より、AC長野パルセイロのスポーツディレクターに就任、長野が地域に根ざしたクラブとなることを目指し、育成部門を中心に活動した。2014年限りで、本人の申し出により契約満了となった。2015年はスカパー!のサッカー解説を担当している。
2016年２月より、香港サッカー協会Elite Development Coachに就任し、香港サッカーの指導者養成、２３歳以下の全ての育成年代代表チームの指導、香港サッカーのカリキュラム作成、グラスルーツの促進など多岐に渡り香港サッカーの改革を行った。2019年には、AFCより最優秀MAとして表彰を受けた。
2020年2月よりBSU（北京体育大学)にて育成の組織作りのために尽力する。
2020年7月1日、ベトナムサッカー連盟 (VFF) のテクニカルディレクターに就任。2023年2月3日、家庭の事情により契約更新せずVFFのテクニカルディレクター職を退任することが発表された。

## 選手経歴
- 1977年 - 1980年 読売サッカークラブユース
- 1980年 - 1984年 読売ジュニア
- 1985年 - 1988年  アイントラハト・ケルン

## 指導歴
- 1998年 - 1993年 ：フジタサッカースクール
  - 1988年 - 1990年 ：コーチ
  - 1990年 - 1993年 ：ジュニアユースコーチ
- 1994年 - 1998年 ベルマーレ平塚
  - 1994年 - 1996年 ：U-18監督
  - 1997年 ：U-21コーチ
  - 1998年 ：U-16監督
- 1999年 - 2001年 セレッソ大阪：U-18監督・サテライトコーチ
- 2001年 - 2002年 JAPANサッカーカレッジ：監督
- 2005年 - 2006年3月 横浜FC：監督
- 2007年 - 2011年 日本サッカー協会（JFA）ナショナルトレセンコーチ
- 2012年 - 2015年 AC長野パルセイロ ：スポーツディレクター
- 2015年 - 2019年 香港サッカー協会　エリートデベロップメントコーチ
- 2019年 - 2020年 北京体育大学及びFC Baxy サブダイレクター
- 2020年 - 2023年 ベトナムサッカー連盟テクニカルディレクター

### 横浜FC成績
| 年度   | 所属   | クラブ | リーグ戦 | リーグ戦 | リーグ戦 | リーグ戦 | リーグ戦 | リーグ戦 | カップ戦   | カップ戦  |
| 年度   | 所属   | クラブ | 順位     | 試合     | 勝点     | 勝       | 分       | 敗       | ナビスコ杯 | 天皇杯    |
| ------ | ------ | ------ | -------- | -------- | -------- | -------- | -------- | -------- | ---------- | --------- |
| 2005   | J2     | 横浜FC | 11位     | 44       | 45       | 10       | 15       | 19       | -          | 4回戦敗退 |
| 2006   | J2     | 横浜FC | -        | 1        | 0        | 0        | 0        | 1        | -          | -         |
| J2通算 | J2通算 | J2通算 | -        | 45       | -        | 10       | 15       | 20       |            |           |

- 2006年は第1節まで。